# Сингх, Арджан
Арджан Сингх (англ. Arjan Singh; 15 апреля 1919, Лайяллпур, Британская Индия — 16 сентября 2017, Нью-Дели, Индия) — индийский военачальник, маршал ВВС индийских военно-воздушных сил.

## Биография
В 1938 году окончил колледж в городе Монтгомери (ныне Сахивал, Пакистан), после чего вступил в ряды военно-воздушных сил Британской Индии. В 1944 году принимал участие в Бирманской кампании, за проявленную храбрость в бою против Японской империи был награждён Крестом «За выдающиеся лётные заслуги».
В 1958 получил звание вице-маршала ВВС, в 1964 – маршала ВВС, в 1966 – главного маршала ВВС (первый в истории Индии).
С 1964 – начальник штаба ВВС Индии. 
В 1965 командовал лётными подразделениями индийских вооружённых сил во время войны против Пакистана, за что был награждён одной из высших наград Индии — Падма Вибхушан. 7 июня 1966 занял пост председателя Комитета начальников штабов и занимал этот пост до выхода в отставку в июле 1969.
В 1971 приняв предложение стать послом Индии в Швейцарии и по совместительству в Ватикане и Лихтенштейне. С 1974 был представителем Содружества наций в Кении.
С 1978 был членом Национальной комиссии по делам меньшинств. В 1980–1983 был председателем Индийского института Технологий и директором банка Grindlays в 1981–1988. С декабря 1989 по декабрь 1889 был вице-губернатором Дели.
26 января 2002 правительство Индии присвоило Арджану Сингху звание маршала ВВС Индии в знак уважения к его боевым заслугам. Он является единственным военачальником, которому присваивалось это воинское звание до настоящего времени. После смерти в июне 2007 года фельдмаршала Сэма Манекшоу Арджан Сингх оставался последним живущим индийцем, которым присваивались высшие воинские звания.

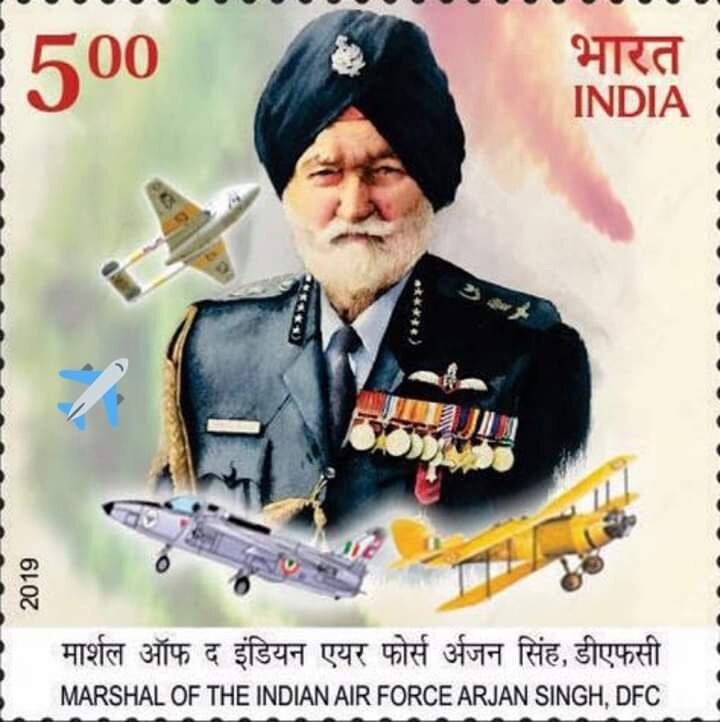
А. Сингх на почтовой марке Индии. 2019 г.

С 1948 был женат на Теджи Сингх (умерла в 2011, брак был устроен семьями родителей). В 1949 у них родилась дочь Амрита, в 1952 – Арвинд Сингх, в 1955 – дочь Аша. Теджи Сингх приходилась тетей по материнской линии индийской актрисе Мандире Беди.
В 2016 его имя было присвоено авиабазе ВВС в Панагархе (штат Западная Бенгалия).